# Juan de Zavala Lafora

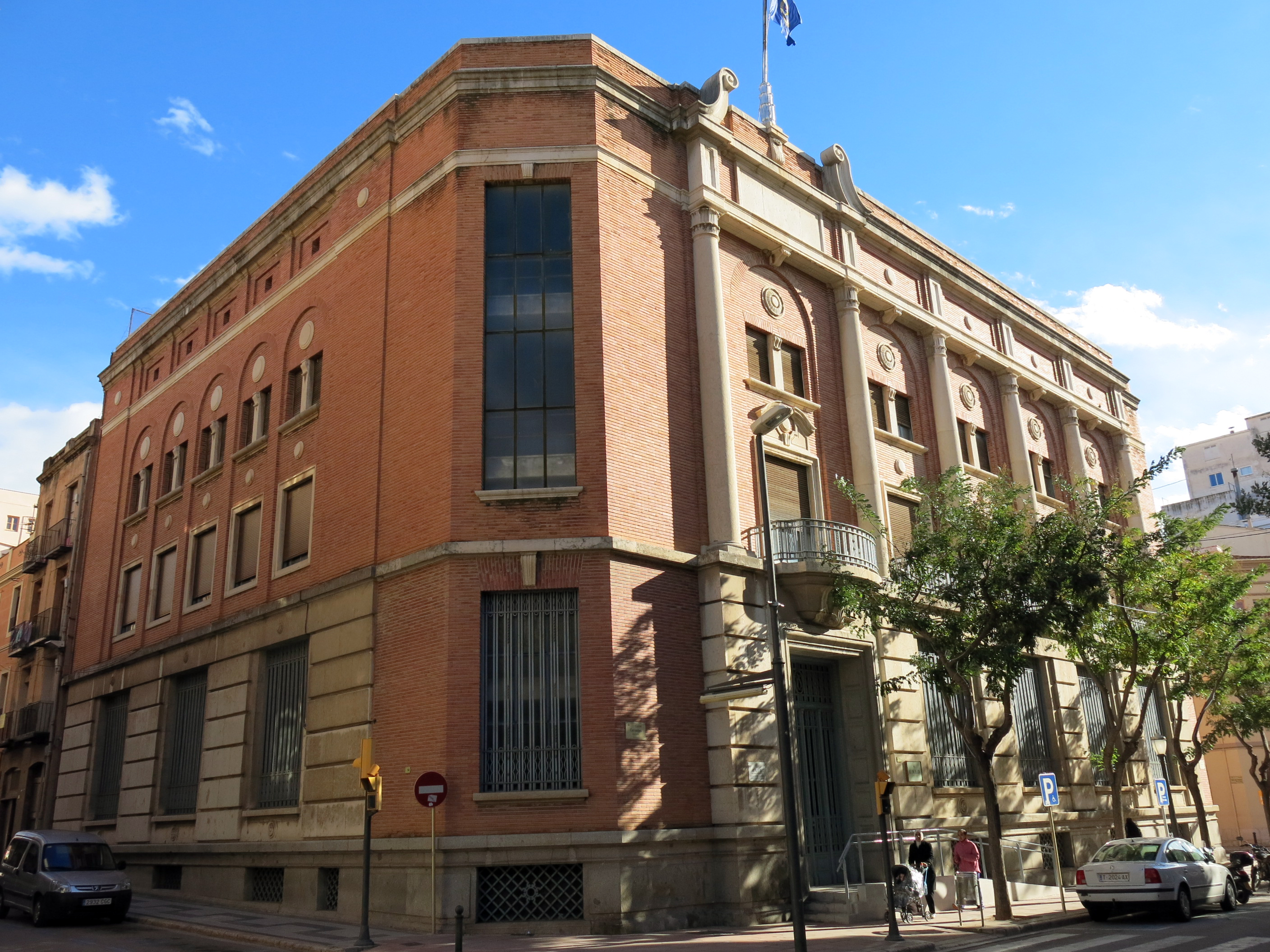
Vista del antiguo Banco de España en el ensanche de la ciudad de Tortosa.

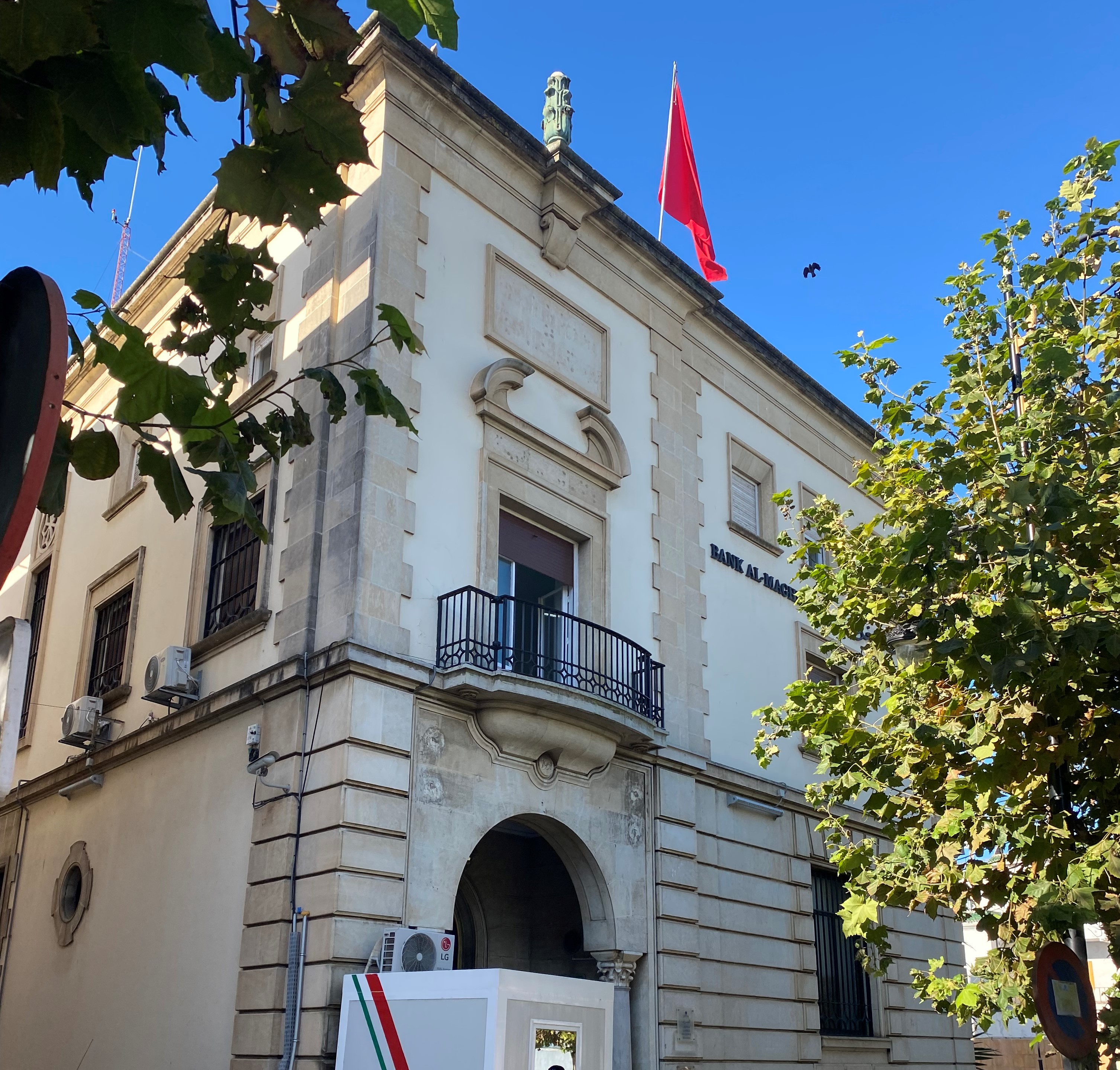
Vista del antiguo Banco de España en Larache, ahora Bank Al-Maghrib

Juan de Zavala Lafora (Pamplona, 21 de enero de 1902 - Madrid, 13 de enero de 1970) fue un arquitecto español, autor de numerosos proyectos de complejos sanitarios y otros edificios de uso oficial.

## Biografía
Obtuvo el título en 1925 y, con Fernando García Mercadal, asistió a la reunión del castillo de La Sarraz, en Suiza, donde se fundó el CIAM (Congreso Internacional de Arquitectura Moderna) y allí conoció a Le Corbusier. Sin embargo sus obras, en general, no reflejan el espíritu del movimiento moderno.
Trabajó principalmente como arquitecto del Banco de España.

## Obras principales
- Edificio del Banco de España en Barcelona
- Edificio del Banco de España en Teruel[3] (1933)
- Antigua sede del Banco de España en Tarragona
- Antigua sucursal del Banco de España en Tortosa[4] (1934-1935). De propiedad municipal hoy es sede de un centro de la Universidad Nacional de Educación a Distancia.
- Antigua agencia del Banco de España en Larache (protectorado espańol de Marruecos[5]
- Antiguo Instituto Nacional de Previsión en Tarragona[6]
- Ciudad Sanitaria de la Seguridad Social La Fe de Valencia[7]
- Ateneo Mercantil de Valencia[8]